# Janez Žirovnik
Janez Žirovnik (nascido em 30 de julho de 1935) é um ex-ciclista iugoslavo.
Representando a Iugoslávia, competiu na prova individual e por equipes do ciclismo de estrada nos Jogos Olímpicos de Verão de 1960, disputadas na cidade de Roma, Itália.